# Церковь Владимирской иконы Божией Матери (Белёв)
Церковь Иконы Божией Матери Владимирская — утраченный православный храм в городе Белёве Тульской области России.

## Описание
В письменных источниках церковь упоминается за 1620 год в «Белёвской дозорной книге церквей, посадских черных жилых дворов и дворовых пустых мест города, письма и дозора воеводы Василья Афанасьевича Кирикрейского», где сказано: «Церковь Пречистые Богородицы Владимирские, древяна, клецки. А в ней: образ Пречистые Богородицы Владимирские иконы …».
Данная церковь не записана в писцовых книгах Белёвского уезда за 1630 год, из чего следует, что первоначально Владимирская церковь была безприходной. Из сохранившейся копии грамоты царя Михаила Фёдоровича 1633 года видно, что церковь в этом году уже имела землю и свой причт, и следовательно приход. Церковный приход состоял (в 1895) из части города Белёва и Пушкарской слободы, находящейся в километре от церкви. До 1757 года других сведений о храме нет. В 1757 году была построена новая деревянная церковь, которая в том же году сгорела.
В каком году было построено каменное здание точно неизвестно. По архитектуре церковь похожа на Воскресенскую и Афанасия-Кирилловскую, которые были построены в 1760-е годы. Из чего можно предположить, что Владимирскую также построили в эти годы (2-я половина XVIII века). Строительство велось на средства белёвских помещиков Арбузовых. Главный алтарь был освящён во имя иконы Владимирской Божией Матери. В 1792 году пристроили тёплый придел в честь евангелиста Иоанна Богослова, который в 1801 году капитально перестроили с заменой иконостаса.
В храме хранилась одна из почитаемых древних икон святой Троицы «писана лҍта отъ Рождества Христова 1193».
С 1893 года в приходе образована школа грамоты.
Полностью разрушен храм в 1950-е годы.